# Torneio Mário Frugiuele – 1975

## Torneio Mário Frugiuele
O Torneio Mário Frugiuele foi uma competição estadual disputada em 1975 por clubes tradicionais do interior do estado de São Paulo. Nomeado em homenagem a Mário Frugiuele, figura importante do futebol paulista, o torneio teve como objetivo promover a integração entre agremiações de diferentes regiões do estado e oferecer calendário competitivo além das divisões oficiais da Federação Paulista de Futebol.

## Participantes
| Escudo                             | Clube                   | Cidade                |
| ---------------------------------- | ----------------------- | --------------------- |
|                                    | Andradina               | Adradina              |
| Ficheiro:CA Penapolense.png        | Penapolense             | Penápolis             |
|                                    | Internacional           | Bebedouro             |
|                                    | Votuporanguense         | Votuporanga           |
|                                    | Guaratinguetá           | Guaratinguetá         |
|                                    | Pirassununguense        | Pirassununga          |
|                                    | Esporte Clube São José  | São José dos Campos   |
|                                    | XV de Novembro (Jaú)    | Jaú                   |
| Ficheiro:Estrela da Bela Vista.png | Estrela da Bela Vista   | São Carlos            |
| Ficheiro:Rio Claro FC.png          | Rio Claro Futebol Clube | Rio Claro             |
|                                    | Rio Preto Esporte Clube | São José do Rio Preto |

## Primeira fase

### Grupo A
Jogos
- 28/09/1975 – Guaratinguetá 1×0 Rio Claro
- 28/09/1975 – São José 1×0 Pirassununguense
- 05/10/1975 – Rio Claro 1×0 São José
- 05/10/1975 – Guaratinguetá 3×0 Pirassununguense
- 12/10/1975 – Rio Claro 2×0 Pirassununguense
- 12/10/1975 – Guaratinguetá 2×1 São José
- 19/10/1975 – Guaratinguetá 1×1 Rio Claro
- 19/10/1975 – São José 3×0 Pirassununguense
- 26/10/1975 – Rio Claro 0×0 São José
- 26/10/1975 – Guaratinguetá 3×0 Pirassununguense
- 01/11/1975 – Rio Claro 1×0 Pirassununguense
- 01/11/1975 – São José 1×0 Guaratinguetá

Classificação
| Clube            | J | V | E | D | GP | GC | PG |
| ---------------- | - | - | - | - | -- | -- | -- |
| Guaratinguetá    | 6 | 4 | 1 | 1 | 10 | 3  | 9  |
| Rio Claro        | 6 | 3 | 2 | 1 | 5  | 2  | 8  |
| São José         | 6 | 3 | 1 | 2 | 6  | 3  | 7  |
| Pirassununguense | 6 | 0 | 0 | 6 | 0  | 13 | 0  |

### Grupo B
Jogos
- 28/09/1975 – XV de Novembro (Jaú) 3×2 Estrela da Bela Vista
- 19/10/1975 – XV de Novembro (Jaú) 1×0 Estrela da Bela Vista

Classificação
| Clube                 | J | V | E | D | GP | GC | PG |
| --------------------- | - | - | - | - | -- | -- | -- |
| XV de Novembro (Jaú)  | 2 | 2 | 0 | 0 | 4  | 2  | 4  |
| Estrela da Bela Vista | 2 | 0 | 0 | 2 | 2  | 4  | 0  |

### Grupo C
Jogos
- 05.10.1975 – Penapolense 1×1 Andradina
- 26.10.1975 – Andradina 0x0 Penapolense

Classificação
| Clube       | J | V | E | D | GP | GC | PG |
| ----------- | - | - | - | - | -- | -- | -- |
| Penapolense | 2 | 0 | 2 | 0 | 1  | 1  | 2  |
| Andradina   | 2 | 0 | 2 | 0 | 1  | 1  | 2  |

### Grupo D
Jogos
- 28/09/1975 – Votuporanguense 1×0 Internacional (B)
- 05/10/1975 – Internacional (B) 3×1 Rio Preto
- 12/10/1975 – Rio Preto 4×0 Votuporanguense
- 19/10/1975 – Internacional (B) 6×2 Votuporanguense
- 26/10/1975 – Rio Preto 0×0 Internacional (B)
- 01/11/1975 – Rio Preto 2×1 Votuporanguense

Classificação
| Clube                     | J | V | E | D | GP | GC | PG |
| ------------------------- | - | - | - | - | -- | -- | -- |
| Internacional (Bebedouro) | 4 | 2 | 1 | 1 | 9  | 4  | 5  |
| Rio Preto                 | 4 | 2 | 1 | 1 | 7  | 4  | 5  |
| Votuporanguense           | 4 | 1 | 0 | 3 | 4  | 12 | 2  |

## Fase final
Jogos
- 09/11/1975 – XV de Novembro (J) 1×1 Internacional (B)
- 09/11/1975 – Penapolense 3×1 Guaratinguetá
- 16/11/1975 – Penapolense 1×0 XV de Novembro (J)
- 16/11/1975 – Internacional (B) 2×0 Guaratinguetá
- 23/11/1975 – Internacional (B) 4×3 Penapolense
- 23/11/1975 – XV de Novembro (J) 2×2 Guaratinguetá
- 30/11/1975 – Guaratinguetá 1×0 Internacional (B)
- 30/11/1975 – XV de Novembro (J) 1×1 Penapolense
- 07/12/1975 – Internacional (B) 2×1 XV de Novembro (J)
- 07/12/1975 – Penapolense 2×1 Guaratinguetá
- 14/12/1975 – Penapolense 1×0 Internacional (B)
- (Guaratinguetá x XV de Novembro (J) – cancelado)

## Classificação Final
| Posição | Clube                     | Jogos | Vitórias | Empates | Derrotas | Gols Pró | Gols Contra | Saldo | Pontos |
| ------- | ------------------------- | ----- | -------- | ------- | -------- | -------- | ----------- | ----- | ------ |
| 1º      | Penapolense 🏆            | 6     | 4        | 1       | 1        | 11       | 7           | +4    | 9      |
| 2º      | Internacional (Bebedouro) | 6     | 3        | 1       | 2        | 9        | 7           | +2    | 7      |
| 3º      | XV de Novembro (Jaú)      | 5     | 0        | 3       | 2        | 5        | 7           | –2    | 3      |
| 4º      | Guaratinguetá             | 5     | 1        | 1       | 4        | 5        | 9           | –4    | 3      |

## Estatísticas do Torneio
| Estatística               | Dado                                         |
| ------------------------- | -------------------------------------------- |
| Total de partidas         | 31                                           |
| Total de gols marcados    | 81                                           |
| Média de gols por partida | 2,61                                         |
| Maior goleada             | Internacional 6×2 Votuporanguense            |
| Jogo com mais gols        | Internacional 6×2 Votuporanguense (8 gols)   |
| Melhor ataque             | Penapolense – 11 gols (Fase Final)           |
| Melhor defesa             | Rio Claro – 2 gols sofridos (1ª fase)        |
| Pior defesa               | Votuporanguense – 12 gols sofridos (Grupo D) |
| Time com mais vitórias    | Guaratinguetá – 5 vitórias                   |
| Time com mais derrotas    | Pirassununguense – 6 derrotas                |
| Time invicto              | Penapolense – 6 jogos                        |